# Models 1
Models 1 là một công ty quản lý người mẫu danh tiếng được thành lập năm 1968, vào lúc đó công ty chỉ quản lý cho 3 người mẫu. Và từ công ty nhỏ bé đó, hiện tại nó đã vươn lên đứng đầu hàng ngũ công t quản lý người mẫu châu Âu. Models 1 có một công ty con dành để đại diện cho nam giới.

## Người mẫu nổi tiếng của Models 1 (quá khứ và hiện tại)
- Tomi Abebe
- Alice Burdeu
- Lisa Butcher
- Naomi Campbell
- Karen Elson
- Cindy Crawford
- Maryam d'Abo
- Yaya DaCosta
- Agyness Deyn
- Linda Evangelista
- Angie Everhart
- Liliane Ferrarezi
- Jerry Hall
- Marie Helvin
- Paris Hilton
- Rosie Huntington-Whiteley
- Patsy Kensit
- Ruslana Korshunova
- Anya Lahiri
- Twiggy
- Yasmin Le Bon
- Amber Le Bon
- Maryna Linchuk
- Kate Moss
- Ajuma Nasenyana
- Claudia Schiffer
- Jaime Murray
- Lauren McAvoy
- Joely Richardson
- Elyse Sewell
- Ali Stephens
- Kaya Scodelario
- Roxanne McKee

## Liên kết vớiBritain's Next Top Model
Models 1 hiện là công ty quản lý người mẫu liên kết riêng với Britain's Next Top Model hệ thống truyền hình cáp Livingtv. Những người chiến thắng đã ký hợp đồng:
- Lianna Fowler - Chiến thắng Mùa thi 2
- Lauren McAvoy - Chiến thắng Mùa thi 3
- Alex Evans - Chiến thắng Mùa thi 4
- Mecia Simone Simson - Chiến thắng Mùa thi 5

Cần lưu ý rằng trước mùa thi 4, Models 1 không hề ký với bất kì thí sinh nào trừ người thắng cuộc. Các thí sinh khác:
- Rachael Cairns - Hạng 4 Mùa thi 4

Người chiến thắng đã ngưng hợp đồng:
- Lucy Emily Ratcliffe - Chiến thắng Mùa thi 1

Các thí sinh của các bản Top Model khác có ký kết hợp đồng với Models 1, gồm:
- Elyse Sewell - Hạng 3 America's Next Top Model, Mùa thi 1
- Yaya Da Costa - Hạng 2 America's Next Top Model, Mùa thi 3
- Alice Burdeu - Chiến thắng Australia's Next Top Model, Mùa thi 3

## Người mẫu nam nổi tiếng của Models 1
- Eugen Bauder
- Matt Benstead
- Boyd
- Will Chalker
- Andrew Cooper
- Karl Lindman
- Fionn Macdiarmid
- Tom Warren
- Andy Bell

## Mới hợp tác
- David Caine
- Claire Barber
- Agyness Deyn
- Natasha Dupree
- Lianna Fowler
- Joe Kendall
- Omahyra Mota
- Joe Philips
- Natasha Poly
- Bianca Richards
- Giorgia Palmer
- Vlada Roslyakova
- Emma Smith
- Twiggy
- Tori Falcon
- Amber Valletta
- Kate Wilson
- Kaya Scodelario